# Архиепархия Бомбея

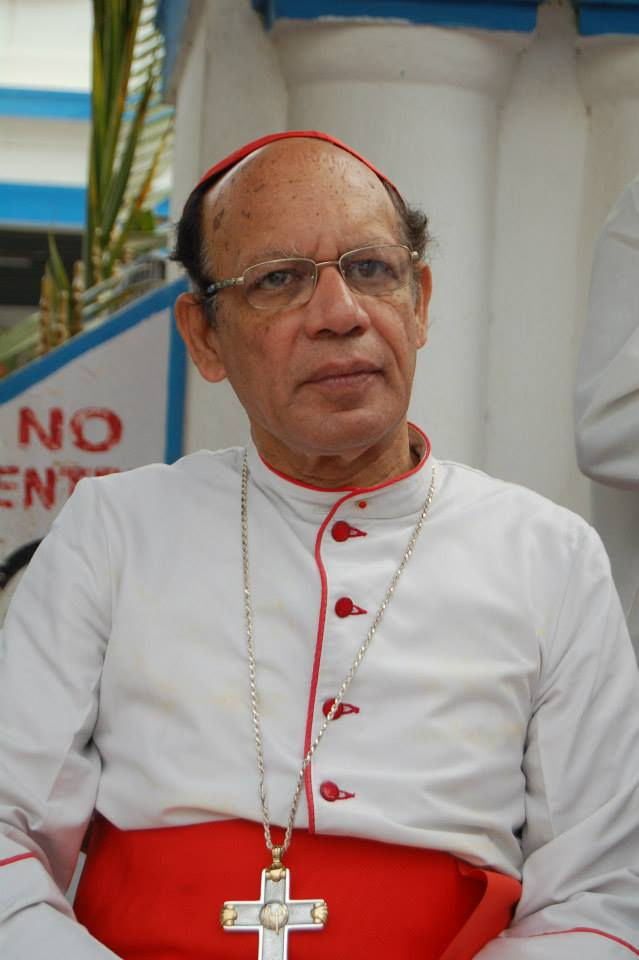
Кардинал Освальд Грасиас

Архиепархия Бомбея (лат. Archidioecesis Bombayensis) — архиепархия Римско-католической церкви c центром в городе Мумбаи, Индия. В митрополию Бомбея входят епархии Васаи, Калиана, Нашика, Пуны. Кафедральным собором архиепархии Бомбея является собор Святого Имени Иисуса.

## История
Португальские мореплаватели под руководством Васко да Гамы достигли Бомбея в 1498 году. В 1510 году в Бомбее было основано первое португальское поселение. В 1534 году была образована архиепархия в Гоа, в которую вошла территория вокруг Бомбея. В этом же году в Бомбей стали прибывать первые миссионеры из монашеских орденов францисканцев, иезуитов, доминиканцев и августинцев.
В 1665 году Бомбей был передан Великобритании португальским королём Жуаном IV как часть приданого за свою дочь Екатерину английскому королю Карлу II. С 1669 года началось постепенное изгнание католических миссионеров. Первыми в 1669 году были изгнаны иезуиты. 24 мая 1720 года была запрещена миссионерская деятельность францисканцев. Британские колониальные власти разрешили работать в Бомбее только итальянским кармелитам.
В 1820 году Святой Престол учредил апостольский викариат Бомбея.
12 декабря 1853 года кармелиты отказались обслуживать католиков в Бомбее и покинули город. Святой Престол принял их отставку и 16 февраля 1854 года разделил апостольский викариат Бомбея на две части: апостольский викариат Бомбея и апостольский викариат Пуны (сегодня — Епархия Пуны). Попечение об апостольском викариате Бомбея было поручено капуцинам, а об апостольском викариате Пуны — иезуитам.
1 сентября 1886 года Римский папа Лев XIII издал буллу Humanae salutis, которой возвёл апостольский викариат Бомбея в ранг архиепархии.
1 мая 1928 года Святой Престол издал буллу Inter Apostolicam, которой упразднил епархию Дамана, а его территорию передал архиепархии Бомбея.
В следующие годы архиепархия Бомбея передала часть своей территории следующим новым церковным структурам:
- 20 мая 1948 года — епархии Карачи (сегодня — Архиепархия Карачи);
- 5 мая 1949 года — епархии Ахмадабада;
- 29 сентября 1966 года — епархии Бароды;
- 30 апреля 1988 года — епархии Калиана;
- 22 мая 1998 года — епархии Васаи.

## Ординарии архиепархии
- епископ Custodio de Pinho (30.04.1669 — 16.01.1694), назначен апостольским викарием Малабара;
- епископ Pedro Paulo Palma (20.09.1696 — 4.01.1700);
  - Sede vacante (1700—1704);
- епископ Petrus de Alcantara a Sancta Theresia (12.04.1704 — 1707);
- епископ Maurizio di Santa Teresa (12.05.1708 — 1726);
- епископ Petrus de Alcantara a Sanctissima Trinitate (3.02.1728 — 1745);
- епископ Innocentius a Praesentatione (19.01.1746 — 1753);
- епископ Johannes Dominicus a Sanctissima Trinitate (15.01.1755 — 1772);
- епископ Carolus a Sancto Conrado (15.01.1773 — 6.01.1785);
- епископ Angelinus Geiselmayer (12.08.1785 — 1786);
- епископ Victorius a Sancta Maria (9.11.1787 — 1793);
- епископ Pietro Ramazzini (4.06.1794 — 9.10.1840);
- епископ Luigi Maria Fortini (9.10.1840 — 5.01.1848);
- епископ John Francis (William) Whelan (5.01.1848 — февраль 1850);
- епископ Анастасий Хартманн (8.03.1854 — июнь 1858), назначен апостольским викарием Патны (сегодня — Архиепархия Патны);
- епископ Alexius Canoz (1858—1860);
- епископ Вальтер Стейнс-Биссхоп (17.12.1860 — 11.01.1867), назначен апостольским викарием Западной Бенгалии;
- епископ Лео Мёрен (27.03.1867 — 27.11.1887);
- архиепископ George Porter (21.12.1887 — 26.09.1889);
- архиепископ Theodore Dalhoff (6.12.1891 — 1906);
- архиепископ Hermann Jürgens (28.05.1907 — 28.09.1916);
  - Sede vacante (1916—1919);
- архиепископ Alban Goodier (15.12.1919 — 1.10.1926);
- архиепископ Joaquim Lima (4.05.1928 — 21.07.1936);
- архиепископ Томас Робертс (12.08.1937 — 4.12.1950);
- кардинал Валериан Грасиас (1.12.1950 — 11.09.1978), кардинал с 12.01.1953 года;
- кардинал Симон Игнатий Пимента (11.09.1978 — 8.11.1996), кардинал с 28.06.1988 года;
- кардинал Иван Диас (8.11.1996 — 20.05.2006), кардинал с 21.02.2001 года; назначен префектом Конгрегации евангелизации народов;
- кардинал Освальд Грасиас (14.10.2006 — 25.01.2025), кардинал с 24.11.2007 года
- архиепископ Джон Родригес (25.01.2025 — по настоящее время).

## Источник
- Annuario Pontificio, Libreria Editrice Vaticana, Città del Vaticano, 2003, ISBN 88-209-7422-3
- Булла Inter Apostolicam, AAS 20 (1928), p. 247 Архивная копия от 27 марта 2010 на Wayback Machine  (лат.)
- Булла Humanae salutis Архивная копия от 4 апреля 2015 на Wayback Machine  (итал.)